# Шантальская
Шантальская — деревня в Гаринском городском округе Свердловской области России. Автомобильное сообщение с деревней отсутствует. В окрестностях деревни расположено самое крупное озеро Свердловской области — Пелымский Туман.

## Географическое положение
Деревня Шантальская находится в глухой местности, в 85 километрах на север-северо-восток от посёлка Гари, на живописной речной излучине реки Пелым (левого притока Тавды), на правом берегу.   
Автомобильное сообщение с деревней отсутствует. Имеются лишь водное сообщение по реке Пелым и аэродром местной авиации. В 10–15 километрах ниже по течению реки Пелым расположен самый крупный водоём Свердловской области — озеро Пелымский Туман.

## Население
| 2002 | 2010 | 2021 |
| ---- | ---- | ---- |
| 64   | ↘22  | ↘10  |